# Azam Football Club
Maillots
Actualités
Le Azam Football Club est un club tanzanien de football qui joue dans le Championnat de Tanzanie de football. L'équipe a obtenu la promotion pour la première fois lors de la saison 2008-2009. La saison 2011-2012, l'équipe termine à une historique deuxième place et se qualifie pour la Coupe de la confédération 2013.

## Histoire
Fondé en 2007, le premier objectif majeur du club était de recruter les meilleurs joueurs qui allaient aider à la promotion en Championnat de Tanzanie de football. Ce rêve se réalise lors de la saison 2008-2009. En effet, Azam FC n'avait pas l'air d'une petite équipe avec des joueurs stars et devient une force qui compte dans la ligue nationale. Le Azam FC termine huitième lors de la première saison dans l'élite. Le club s'améliore considérablement la saison suivante en terminant à la troisième place.

### Succès
En dehors la troisième position au classement la saison 2010-2011, l'équipe recrute les meilleurs joueurs du pays. Parmi eux le joueur de l'équipe Young Africans Football Club et de l'équipe nationale Mrisho Ngassa. Ngassa est arrivé à Azam FC avec un transfert qui bat tous les records et il reste toujours le joueur plus cher dans le pays. Hormis Ngassa, l'équipe fait signer le suédois Kally Ongalla et le rwandais Patrick Mafisango. Dans la liste également, Jabir Aziz, Ramadhani « Redondo » Chombo et l'attaquant ougandais Peter Ssenyonjo. L'attaque se renforce avec John Bocco, qui est l'un des trois meilleurs buteurs la saison dernière.

## Palmarès
- Championnat de Tanzanie
  - Champion : 2014
  - Vice-champion : 2012, 2013, 2015, 2016, 2018 et 2024

- Coupe de Tanzanie
  - Vainqueur : 2019
  - Finaliste : 2016, 2023 et 2024

- Supercoupe de Tanzanie
  - Vainqueur : 2016
  - Finaliste : 2012, 2013, 2014, 2015, 2019 et 2024

- Coupe Kagame inter-club
  - Vainqueur : 2015
  - Finaliste : 2012 et 2019

## Staff actuel
| Position                   | Name                             |
| -------------------------- | -------------------------------- |
| Président                  | Abubakar Bakhresa                |
| Vice Président             | Said Mohamed                     |
| Chargé de communication    | Shani Cristoms                   |
| Secrétaire général         | Nassor Idrissa                   |
| Secrétaire général adjoint | Twalib Suleiman Chuma            |
| Trésorier                  | Abdul Karim Shermohamed Bahadour |
| Webmaster                  | Patrick Kahemele                 |

| Position                                               | Name                |
| ------------------------------------------------------ | ------------------- |
| Manager                                                | Youssoupha Dabo     |
| Physiothérapeute                                       | Juma Mwankemwa      |
| Entraîneur de l'équipe première et analyste de données | Patrick Kahemele    |
| Médecin de l'équipe                                    | Khamis Mbembe       |
| Entraîneur des gardiens                                | Iddi Abubakar       |
| Fitness coach                                          | Kalimangonga Ongala |
| Kit manager                                            | Hamis Jafari        |

## Entraîneurs
Dans son histoire, le club a connu quatre entraîneurs depuis sa fondation :
- Neider dos Santos (2008–2009)
- Itamar Amorim (2009–2010)
- Stewart Hall (2010–2012)
- Boris Bunjak (2012)
- Stewart Hall (2012–2013)
- Joseph Omog (2013–2014)
- Stewart Hall (2015–2016)
- Zeben Hernandez (2016)
- Aristică Cioabă  (2017–2018)
- Iddy Babu Cheche
- Youssoupha Dabo

(2023-2025)

•🇨🇩 Florent Ibenge (2025-

## Joueurs notables
| - Aggrey Morris - John Bocco - Erasto Nyoni - Ramadhani Chombo - Mrisho Ngassa - Jabir Aziz Stima - Ally Mwadini | - Vladimir Niyonkuru - Kipre Tchetche - Ibrahim Shikanda - George Odhiambo - Patrick Mafisango - Luckson Kakolaki - Joseph Owino |  |